# Publius Sestius
Publius Sestius est un consul romain. Il vivait au Ier siècle avant notre ère. 

## Biographie
Questeur de C. Antonius, collègue de Cicéron lors du consulat de 63 ans avant J.-C. et qui favorisa secrètement la conjuration de Catilina, Sextius, après avoir fait passer à Cicéron des avis secrets, où sans doute la connivence de son chef était dévoilée, prit part à la victoire de Pistoie et suivit Antonius en Macédoine. Défendu et sauvé par Cicéron dans une accusation de concussion, il manifesta sa reconnaissance envers l’orateur en obtenant plus tard, après de nombreux efforts, son rappel de l'exil. 
Accusé de crime contre l’État, il fut encore défendu par Cicéron, dont le plaidoyer nous a été conservé (Pro Sextio). Enfin, l’an 53, après avoir été nommé préteur, il fut pour la troisième fois mis en accusation comme coupable de brigues et fut condamné à l’exil.